# Agrocybe
Agrocybe es un género de hongos basidomicetos de la familia Strophariaceae, tiene 21 especies reconocidas científicamente.

## Especies
- Agrocybe arvalis (Singer, 1936)
- Agrocybe attenuata (P.D. Orton 1960)
- Agrocybe broadwayi (Dennis, 1953)
- Agrocybe brunneola (Bon, 1980)
- Agrocybe cylindracea (Gillet, 1874)
- Agrocybe dura (Singer, 1936)
- Agrocybe erebia (Singer, 1939)
- Agrocybe firma (Singer, 1940)
- Agrocybe howeana (Singer, 1951)
- Agrocybe molesta (Singer, 1978)
- Agrocybe olivacea (Watling & G.M.Taylor, 1987)
- Agrocybe paludosa (Kuhner y Romagn, 1987)
- Agrocybe parasitica (G.Stev. 1982)
- Agrocybe pediades (Fayod, 1889)
- Agrocybe praecox (Fayod, 1889)
- Agrocybe puiggarii (Singer, 1952)
- Agrocybe pusiola (R.Heim, 1934)
- Agrocybe putaminum (Singer, 1936)
- Agrocybe rivulosa (Nauta, 2003)
- Agrocybe sororia (Watling, 1978)
- Agrocybe vervacti (Singer, 1936)